# Rally del Portogallo 2000
Il Rally del Portogallo 2000, ufficialmente denominato 34º TAP Rallye de Portugal, è stata la quarta prova del campionato del mondo rally 2000 nonché la trentaquattresima edizione del Rally del Portogallo e la ventiseiesima con valenza mondiale. La manifestazione si è svolta dal 16 al 19 marzo sugli sterrati che attraversano le alture della Região Norte (nella prima e nella terza giornata) e della Região Centro (nella seconda frazione) con base a Matosinhos, città situata sulla costa occidentale portoghese a poca distanza da Porto.
L'evento è stato vinto dal britannico Richard Burns, navigato dal connazionale Robert Reid, al volante di una Subaru Impreza WRC del Subaru World Rally Team ufficiale, davanti alla coppia finlandese formata da Marcus Grönholm e Timo Rautiainen su Peugeot 206 WRC del la squadra Peugeot Esso e a quella spagnola composta da Carlos Sainz e Luis Moya, su Ford Focus WRC 00 del team Ford Martini.
I portoghesi Miguel Campos e Carlos Magalhães, su Mitsubishi Carisma GT Evo VI del team Mitsubishi Galp, hanno invece conquistato la vittoria nella categoria PWRC, mentre i francesi Frédéric Dor e Didier Breton si sono aggiudicati la classifica della Coppa FIA Squadre, alla guida di una Subaru Impreza WRC99 della scuderia F.Dor Rally Team.

## Dati della prova
| Denominazione ufficiale             | TAP Rallye de Portugal |
| Edizione N°                         | 34 |
| Tappa N°                            | 4 di 14 |
| Data manifestazione                 | da giovedì 16/03/2000 a domenica 19/03/2000 |
| Sede ospitante                      | Matosinhos (distretto di Porto, Região Norte) |
| Sedi del parco assistenza           | Prima frazione: Matosinhos e Felgueiras (distretto di Porto, Região Norte); Cabeceiras de Basto (distretto di Braga, Região Norte). Seconda frazione: Arganil (distretto di Coimbra, Região Centro) e Mortágua (distretto di Viseu, Região Centro). Terza frazione: Ponte de Lima (distretto di Viana do Castelo, Região Norte). |
| Superficie                          | Terra |
| Iscritti                            | 117 |
| Partiti                             | 114 |
| Arrivati                            | 48 (42,1%) |
| Prove speciali                      | 23 |
| Prova più breve                     | 3,20 km (PS1: Baltar) |
| Prova più lunga                     | 26,68 km (PS4 e PS7: Cabreira) |
| Prova più lenta                     | velocità media di 61,87 km/h (PS1: Baltar) |
| Prova più veloce                    | velocità media di 103,26 km/h (PS17: Salgueiro - Gois 2) |
| Lunghezza prove speciali            | 398,35 km (18,6% della distanza totale) |
| Lunghezza complessiva trasferimenti | 1248,61 km |
| Distanza totale                     | 1646,96 km |

## Itinerario
| Frazione   | Data   | Prova  | Ora    | Nome                                      | Partenza                                  | Arrivo                                    | Lunghezza | Totale    |
| ---------- | ------ | ------ | ------ | ----------------------------------------- | ----------------------------------------- | ----------------------------------------- | --------- | --------- |
| Frazione 1 | 16 mar | PS1    | 17:30  | Baltar                                    | Paredes                                   | Paredes                                   | 3,20 km   | 158,80 km |
| Frazione 1 | 16 mar |        | 18:50  | Assistenza – Matosinhos (20 min)          | Assistenza – Matosinhos (20 min)          | Assistenza – Matosinhos (20 min)          | –         | 158,80 km |
| Frazione 1 | 17 mar |        | 06:45  | Assistenza – Felgueiras (10 min)          | Assistenza – Felgueiras (10 min)          | Assistenza – Felgueiras (10 min)          | –         | 158,80 km |
| Frazione 1 | 17 mar | PS2    | 07:25  | Fafe - Lameirinha 1                       | Fafe                                      | Fafe                                      | 15,16 km  | 158,80 km |
| Frazione 1 | 17 mar | PS2    | 07:50  | Luilhas 1                                 | Fafe                                      | Fafe                                      | 11,39 km  | 158,80 km |
| Frazione 1 | 17 mar | PS4    | 08:45  | Cabreira 1                                | Vieira do Minho                           | Cabeceiras de Basto                       | 26,68 km  | 158,80 km |
| Frazione 1 | 17 mar |        | 10:00  | Assistenza – Cabeceiras de Basto (20 min) | Assistenza – Cabeceiras de Basto (20 min) | Assistenza – Cabeceiras de Basto (20 min) | –         | 158,80 km |
| Frazione 1 | 17 mar | PS5    | 10:45  | Fafe - Lameirinha 2                       | Fafe                                      | Fafe                                      | 15,16 km  | 158,80 km |
| Frazione 1 | 17 mar | PS6    | 11:10  | Luilhas 2                                 | Fafe                                      | Fafe                                      | 11,39 km  | 158,80 km |
| Frazione 1 | 17 mar | PS7    | 12:05  | Cabreira 2                                | Vieira do Minho                           | Cabeceiras de Basto                       | 26,68 km  | 158,80 km |
| Frazione 1 | 17 mar |        | 12:55  | Assistenza – Cabeceiras de Basto (20 min) | Assistenza – Cabeceiras de Basto (20 min) | Assistenza – Cabeceiras de Basto (20 min) | –         | 158,80 km |
| Frazione 1 | 17 mar | PS8    | 13:36  | Vizo - Celorico de Basto                  | Celorico de Basto                         | Celorico de Basto                         | 11,77 km  | 158,80 km |
| Frazione 1 | 17 mar | PS9    | 14:31  | Fridao                                    | Mondim de Basto                           | Amarante                                  | 14,20 km  | 158,80 km |
| Frazione 1 | 17 mar | PS10   | 15:21  | Aboboreira                                | Amarante                                  | Amarante                                  | 17,87 km  | 158,80 km |
| Frazione 1 | 17 mar |        | 16:55  | Assistenza – Felgueiras (20 min)          | Assistenza – Felgueiras (20 min)          | Assistenza – Felgueiras (20 min)          | –         | 158,80 km |
| Frazione 1 | 17 mar | PS11   | 18:00  | Lousada                                   | Lousada                                   | Lousada                                   | 5,30 km   | 158,80 km |
| Frazione 1 | 17 mar |        | 20:15  | Assistenza – Matosinhos (45 min)          | Assistenza – Matosinhos (45 min)          | Assistenza – Matosinhos (45 min)          | –         | 158,80 km |
|            |        |        |        |                                           |                                           |                                           |           |           |
| Frazione 2 | 18 mar |        | 08:00  | Assistenza – Arganil (10 min)             | Assistenza – Arganil (10 min)             | Assistenza – Arganil (10 min)             | –         | 179,25 km |
| Frazione 2 | 18 mar | PS12   | 09:15  | Piodao 1                                  | Oliveira do Hospital                      | Arganil                                   | 24,78 km  | 179,25 km |
| Frazione 2 | 18 mar | PS13   | 10:18  | Arganil 1                                 | Arganil                                   | Arganil                                   | 14,27 km  | 179,25 km |
| Frazione 2 | 18 mar | PS14   | 10:46  | Salgueiro - Gois 1                        | Arganil                                   | Góis                                      | 19,62 km  | 179,25 km |
| Frazione 2 | 18 mar |        | 11:45  | Assistenza – Arganil (20 min)             | Assistenza – Arganil (20 min)             | Assistenza – Arganil (20 min)             | –         | 179,25 km |
| Frazione 2 | 18 mar | PS15   | 13:10  | Piodao 2                                  | Oliveira do Hospital                      | Arganil                                   | 24,78 km  | 179,25 km |
| Frazione 2 | 18 mar | PS16   | 14:13  | Arganil 2                                 | Arganil                                   | Arganil                                   | 14,27 km  | 179,25 km |
| Frazione 2 | 18 mar | PS17   | 14:41  | Salgueiro - Gois 2                        | Arganil                                   | Góis                                      | 19,62 km  | 179,25 km |
| Frazione 2 | 18 mar |        | 15:40  | Assistenza – Arganil (20 min)             | Assistenza – Arganil (20 min)             | Assistenza – Arganil (20 min)             | –         | 179,25 km |
| Frazione 2 | 18 mar | PS18   | 16:28  | Tábua                                     | Tábua                                     | Tábua                                     | 13,40 km  | 179,25 km |
| Frazione 2 | 18 mar | PS19   | 17:23  | Aguieira                                  | Mortágua                                  | Mortágua                                  | 23,13 km  | 179,25 km |
| Frazione 2 | 18 mar | PS20   | 18:00  | Mortazel - Mortágua                       | Mortágua                                  | Mortágua                                  | 25,38 km  | 179,25 km |
| Frazione 2 | 18 mar |        | 18:30  | Assistenza – Mortágua (45 min)            | Assistenza – Mortágua (45 min)            | Assistenza – Mortágua (45 min)            | –         | 179,25 km |
|            |        |        |        |                                           |                                           |                                           |           |           |
| Frazione 3 | 19 mar |        | 07:00  | Assistenza – Ponte de Lima (10 min)       | Assistenza – Ponte de Lima (10 min)       | Assistenza – Ponte de Lima (10 min)       | –         | 60,30 km  |
| Frazione 3 | 19 mar | PS21   | 07:33  | Ponte de Lima - Este                      | Ponte de Lima                             | Paredes de Coura                          | 23,49 km  | 60,30 km  |
| Frazione 3 | 19 mar | PS22   | 08:28  | Ponte de Lima - Oeste                     | Ponte de Lima                             | Viana do Castelo                          | 23,26 km  | 60,30 km  |
| Frazione 3 | 19 mar | PS23   | 09:33  | Ponte de Lima - Sul                       | Ponte de Lima                             | Ponte de Lima                             | 11,15 km  | 60,30 km  |
| Frazione 3 | 19 mar |        | 10:10  | Assistenza – Ponte de Lima (20 min)       | Assistenza – Ponte de Lima (20 min)       | Assistenza – Ponte de Lima (20 min)       | –         | 60,30 km  |
| Totale     | Totale | Totale | Totale | Totale                                    | Totale                                    | Totale                                    | Totale    | 398,35 km |

## Risultati

### Classifica
| Pos.                                        | Nº       | Pilota              | Co-pilota         | Auto                         | Squadra                      | Classe    | Tempo     | Distacco | Punti    |
| Generale                                    | Generale | Generale            | Generale          | Generale                     | Generale                     | Generale  | Generale  | Generale | Generale |
| ------------------------------------------- | -------- | ------------------- | ----------------- | ---------------------------- | ---------------------------- | --------- | --------- | -------- | -------- |
| 1.                                          | 3        | Richard Burns       | Robert Reid       | Subaru Impreza WRC2000       | Subaru World Rally Team      | WRC       | 4h34'00"0 | –        | 10       |
| 2.                                          | 10       | Marcus Grönholm     | Timo Rautiainen   | Peugeot 206 WRC              | Peugeot Esso                 | WRC       | 4h34'06"5 | +6"5     | 6        |
| 3.                                          | 6        | Carlos Sainz        | Luis Moya         | Ford Focus WRC 00            | Ford Martini                 | WRC       | 4h36'09"2 | +2'09"2  | 4        |
| 4.                                          | 16       | Harri Rovanperä     | Risto Pietiläinen | Toyota Corolla WRC           | H.F. Grifone SRL             | WRC       | 4h37'18"2 | +3'18"2  | 3        |
| 5.                                          | 9        | François Delecour   | Daniel Grataloup  | Peugeot 206 WRC              | Peugeot Esso                 | WRC       | 4h38'06"3 | +4'06"3  | 2        |
| 6.                                          | 2        | Freddy Loix         | Sven Smeets       | Mitsubishi Carisma GT Evo VI | Marlboro Mitsubishi Ralliart | WRC       | 4h41'28"9 | +7'28"9  | 1        |
| 7.                                          | 25       | Markko Märtin       | Michael Park      | Toyota Corolla WRC           | Lukoil EOS Rally Team        | WRC       | 4h41'41"6 | +7'41"6  | -        |
| 8.                                          | 11       | Armin Schwarz       | Manfred Hiemer    | Škoda Octavia WRC            | Škoda Motorsport             | WRC       | 4h41'47"4 | +7'47"4  | -        |
| 9.                                          | 8        | Toni Gardemeister   | Paavo Lukander    | SEAT Córdoba WRC Evo2        | SEAT Sport                   | WRC       | 4h42'24"2 | +8'24"2  | -        |
| 10.                                         | 7        | Didier Auriol       | Denis Giraudet    | SEAT Córdoba WRC Evo2        | SEAT Sport                   | WRC       | 4h46'38"0 | +12'38"0 | -        |
| Campionato del mondo per vetture Produzione |          |                     |                   |                              |                              |           |           |          |          |
| 1. (15.)                                    | 37       | Miguel Campos       | Carlos Magalhães  | Mitsubishi Carisma GT Evo VI | Mitsubishi Galp              | N4 / PWRC | 4h58'02"5 | –        | 10       |
| 2. (17.)                                    | 38       | Manfred Stohl       | Peter Müller      | Mitsubishi Lancer Evo VI     | -                            | N4 / PWRC | 5h01'47"9 | +3'45"4  | 6        |
| 3. (18.)                                    | 50       | Ramón Ferreyros     | Gonzalo Saenz     | Mitsubishi Lancer Evo VI     | -                            | N4 / PWRC | 5h06'49"5 | +8'47"0  | 4        |
| 4. (20.)                                    | 57       | Pedro Dias da Silva | Mário Castro      | Mitsubishi Lancer Evo V      | -                            | N4 / PWRC | 5h10'58"5 | +12'56"0 | 3        |
| 5. (21.)                                    | 58       | Américo Antunes     | Paulo Moura       | Mitsubishi Lancer Evo IV     | -                            | N4 / PWRC | 5h13'06"7 | +15'04"2 | 2        |
| 6. (23.)                                    | 56       | Vítor Pascoal       | Duarte Costa      | Mitsubishi Lancer Evo VI     | -                            | N4 / PWRC | 5h17'13"5 | +19'11"0 | 1        |
| Coppa FIA squadre                           |          |                     |                   |                              |                              |           |           |          |          |
| 1. (19.)                                    | 24       | Frédéric Dor        | Didier Breton     | Subaru Impreza WRC99         | F.Dor Rally Team             | WRC / TC  | 5h07'14"4 | –        | 10       |

| Principali ritiri | Principali ritiri | Principali ritiri   | Principali ritiri  | Principali ritiri        | Principali ritiri            | Principali ritiri | Principali ritiri | Principali ritiri |
| PS                | Nº                | Pilota              | Co-pilota          | Auto                     | Squadra                      | Classe            | Causa             | Pos.              |
| ----------------- | ----------------- | ------------------- | ------------------ | ------------------------ | ---------------------------- | ----------------- | ----------------- | ----------------- |
| PS 4              | 4                 | Juha Kankkunen      | Juha Repo          | Subaru Impreza WRC99     | Subaru World Rally Team      | WRC               | Sospensione       | 10º               |
| PS 4              | 15                | Alister McRae       | David Senior       | Hyundai Accent WRC       | Hyundai Castrol WRT          | WRC               | Trasmissione      | 24º               |
| PS 7              | 26                | Krzysztof Hołowczyc | Jean-Marc Fortin   | Subaru Impreza WRC99     | Wizja TV Turning Point       | WRC / TC          | Ruota persa       | nd                |
| PS 7              | 28                | Janne Tuohino       | Miikka Anttila     | Toyota Corolla WRC       | -                            | WRC               | Ruota persa       | nd                |
| PS 9              | 1                 | Tommi Mäkinen       | Risto Mannisenmäki | Mitsubishi Lancer Evo VI | Marlboro Mitsubishi Ralliart | WRC               | Incidente         | 8º                |
| PS 9              | 5                 | Colin McRae         | Nicky Grist        | Ford Focus WRC 00        | Ford Martini                 | WRC               | Motore            | 3º                |
| PS 10             | 20                | Thomas Rådström     | Jörgen Skallman    | Toyota Corolla WRC       | -                            | WRC               | Trasmissione      | 14º               |
| PS 10             | 33                | Henning Solberg     | Runar Pedersen     | Ford Escort WRC          | -                            | WRC               | Incidente         | nd                |
| PS 14             | 14                | Kenneth Eriksson    | Staffan Parmander  | Hyundai Accent WRC       | Hyundai Castrol WRT          | WRC               | Frizione          | 7º                |
| PS 19             | 19                | Petter Solberg      | Phil Mills         | Ford Focus WRC 00        | Ford Martini                 | WRC               | Rottura meccanica | 5º                |

Legenda
| Icona | Classe                                                                                  |
| ----- | --------------------------------------------------------------------------------------- |
| WRC   | Equipaggio che può conquistare punti per il campionato costruttori WRC                  |
| WRC   | Equipaggio di classe A8 che non può conquistare punti per il campionato costruttori WRC |
| PWRC  | Equipaggio registrato al campionato PWRC                                                |
| TC    | Equipaggio registrato alla Coppa FIA squadre                                            |
|       | Ulteriori classificazioni                                                               |

### Prove speciali
| Frazione   | Data   | Prova | Ora   | Nome                     | Lunghezza | Vincitori                          | Tempo   | Leader del rally                |
| ---------- | ------ | ----- | ----- | ------------------------ | --------- | ---------------------------------- | ------- | ------------------------------- |
| Frazione 1 | 16 Mar | PS1   | 17:30 | Baltar Super Special     | 3,20 km   | Marcus Grönholm Timo Rautiainen    | 3'06"2  | Marcus Grönholm Timo Rautiainen |
| Frazione 1 | 17 Mar | PS2   | 07:25 | Fafe - Lameirinha 1      | 15,16 km  | Colin McRae Nicky Grist            | 9'58"6  | Colin McRae Nicky Grist         |
| Frazione 1 | 17 Mar | PS3   | 07:50 | Luilhas 1                | 11,39 km  | Richard Burns Robert Reid          | 8'29"5  | Colin McRae Nicky Grist         |
| Frazione 1 | 17 Mar | PS4   | 08:45 | Cabreira 1               | 26,68 km  | Richard Burns Robert Reid          | 17'41"3 | Richard Burns Robert Reid       |
| Frazione 1 | 17 Mar | PS5   | 10:45 | Fafe - Lameirinha 2      | 15,16 km  | Colin McRae Nicky Grist            | 9'52"4  | Richard Burns Robert Reid       |
| Frazione 1 | 17 Mar | PS6   | 11:10 | Luilhas 2                | 11,39 km  | Richard Burns Robert Reid          | 8'24"2  | Richard Burns Robert Reid       |
| Frazione 1 | 17 Mar | PS7   | 12:05 | Cabreira 2               | 26,68 km  | Richard Burns Robert Reid          | 17'42"5 | Richard Burns Robert Reid       |
| Frazione 1 | 17 Mar | PS8   | 13:36 | Vizo - Celorico de Basto | 11,77 km  | Harri Rovanperä Risto Pietiläinen  | 7'31"5  | Richard Burns Robert Reid       |
| Frazione 1 | 17 Mar | PS9   | 14:31 | Fridao                   | 14,20 km  | Carlos Sainz Luis Moya             | 10'25"4 | Marcus Grönholm Timo Rautiainen |
| Frazione 1 | 17 Mar | PS10  | 15:21 | Aboboreira               | 17,87 km  | Carlos Sainz Luis Moya             | 12'18"7 | Marcus Grönholm Timo Rautiainen |
| Frazione 1 | 17 Mar | PS11  | 18:00 | Lousada                  | 5,30 km   | François Delecour Daniel Grataloup | 3'59"1  | Marcus Grönholm Timo Rautiainen |
|            |        |       |       |                          |           |                                    |         | Marcus Grönholm Timo Rautiainen |
| Frazione 2 | 18 Mar | PS12  | 09:15 | Piodao 1                 | 24,78 km  | Richard Burns Robert Reid          | 16'46"0 | Marcus Grönholm Timo Rautiainen |
| Frazione 2 | 18 Mar | PS13  | 10:18 | Arganil 1                | 14,27 km  | Richard Burns Robert Reid          | 9'39"6  | Marcus Grönholm Timo Rautiainen |
| Frazione 2 | 18 Mar | PS14  | 10:46 | Salgueiro - Gois 1       | 19,62 km  | Richard Burns Robert Reid          | 11'24"0 | Marcus Grönholm Timo Rautiainen |
| Frazione 2 | 18 Mar | PS15  | 13:10 | Piodao 2                 | 24,78 km  | Petter Solberg Phil Mills          | 17'09"6 | Marcus Grönholm Timo Rautiainen |
| Frazione 2 | 18 Mar | PS16  | 14:13 | Arganil 2                | 14,27 km  | Richard Burns Robert Reid          | 9'49"9  | Marcus Grönholm Timo Rautiainen |
| Frazione 2 | 18 Mar | PS17  | 14:41 | Salgueiro - Gois 2       | 19,62 km  | Richard Burns Robert Reid          | 11'24"0 | Richard Burns Robert Reid       |
| Frazione 2 | 18 Mar | PS18  | 16:28 | Tabua                    | 13,40 km  | Carlos Sainz Luis Moya             | 8'35"9  | Richard Burns Robert Reid       |
| Frazione 2 | 18 Mar | PS19  | 17:23 | Aguieira                 | 23,13 km  | Marcus Grönholm Timo Rautiainen    | 16'59"6 | Marcus Grönholm Timo Rautiainen |
| Frazione 2 | 18 Mar | PS20  | 18:00 | Mortazel - Mortagua      | 25,38 km  | Marcus Grönholm Timo Rautiainen    | 17'17"7 | Marcus Grönholm Timo Rautiainen |
|            |        |       |       |                          |           |                                    |         | Marcus Grönholm Timo Rautiainen |
| Frazione 3 | 19 Mar | PS21  | 07:33 | Ponte de Lima Este       | 23,49 km  | Richard Burns Robert Reid          | 15'58"9 | Marcus Grönholm Timo Rautiainen |
| Frazione 3 | 19 Mar | PS22  | 08:28 | Ponte de Lima Oeste      | 25,66 km  | Richard Burns Robert Reid          | 19'04"2 | Richard Burns Robert Reid       |
| Frazione 3 | 19 Mar | PS23  | 09:33 | Ponte de Lima Sul        | 11,15 km  | Richard Burns Robert Reid          | 8'12"9  | Richard Burns Robert Reid       |

## Classifiche mondiali
Classifica piloti
| Pos. | Pos. | Pilota            | Punti |
| ---- | ---- | ----------------- | ----- |
| 1    | 1    | Richard Burns     | 22    |
| 2    | 2    | Marcus Grönholm   | 16    |
| 3    | 2    | Tommi Mäkinen     | 16    |
| 4    | 1    | Carlos Sainz      | 13    |
| 5    | 2    | Juha Kankkunen    | 11    |
| 6    |      | Didier Auriol     | 4     |
| 7    |      | Colin McRae       | 4     |
| 8    |      | Toni Gardemeister | 3     |
| 9    | N    | Harri Rovanperä   | 3     |
| 10   | 2    | Thomas Rådström   | 3     |
| 11   | N    | François Delecour | 2     |
| 12   | 2    | Bruno Thiry       | 2     |
| 12   | 2    | Petter Solberg    | 2     |
| 14   | 2    | Freddy Loix       | 2     |
| 15   | 2    | Toshihiro Arai    | 1     |

Classifica costruttori WRC
| Pos. | Pos. | Squadra                      | Punti |
| ---- | ---- | ---------------------------- | ----- |
| 1    |      | Subaru World Rally Team      | 35    |
| 2    |      | Marlboro Mitsubishi Ralliart | 20    |
| 3    | 1    | Peugeot Esso                 | 20    |
| 4    | 1    | Ford Martini                 | 17    |
| 5    |      | SEAT Sport                   | 7     |
| 6    |      | Škoda World Rally Team       | 5     |